# Quellenspannung
Eine Quellenspannung ist die Idealisierung einer elektrischen Spannung, wenn sich die Spannung so ausbildet, dass kein elektrischer Strom durch die Quelle fließt. Sie ist zugleich die Spannung einer idealen Spannungsquelle, bei der die Spannung an den Klemmen mit der Leerlaufspannung übereinstimmt unabhängig von der Stromstärke.
Weitere Bezeichnungen für die Quellenspannung sind Elektromotorische Kraft, abgekürzt EMK, oder Urspannung. Die eine wird inzwischen im Internationalen Elektrotechnischen Wörterbuch abgelehnt, die andere nicht einmal erwähnt. Ihre Verwendung ist nicht einheitlich, teilweise im Sinne der außen zugänglichen Quellenspannung, teilweise im Sinne der inneren Ursache für das Entstehen der an den Anschlüssen der Quelle auftretenden Quellenspannung.

## Abweichungen vom Idealfall
An den Anschlusspunkten einer Spannungsquelle liegt nicht unbedingt ihre Quellenspannung an. Das wird an einigen Beispielen erläutert.
Bei einer Batterie ist weitgehend bekannt, dass sie bei regulärem Betrieb gegen Ende ihrer Verwendbarkeit in ihrer Klemmenspannung nachlässt. Das für die elektrochemische Reaktion erforderliche Material ist dann zunehmend verbraucht. Bei einem Akkumulator ist beispielsweise beim Starten eines Fahrzeugs bekannt, dass er unter hoher Belastung ebenfalls in seiner Klemmenspannung deutlich nachlässt, selbst wenn er voll geladen ist. Die elektrochemische Reaktion ist mit dem Transport von Masse (Ionen) verbunden, der mit zunehmender elektrischer Stromstärke eine zunehmende Strömungsgeschwindigkeit erfordert. In Batterien und Akkumulatoren kehrt nach der Belastung die Klemmenspannung auf die Leerlaufspannung zurück (eventuell nach einer Erholzeit). Dieses Verhalten lässt sich im Ersatzschaltbild einer realen Spannungsquelle beschreiben durch einen internen ohmschen Quellenwiderstand.
Vielfach entsteht eine Spannung in einer elektrotechnischen Schaltung derart, dass die Schaltung sich verhält wie eine Quelle mit internem Quellenwiderstand. Das wird beispielsweise für die Wheatstonesche Messbrücke beschrieben. Wenn die Quellenspannung gemessen werden soll, dann muss der Widerstand des Messgerätes viel höher sein als der Quellenwiderstand. Oder bei bekannten Widerständen der Schaltung und des Messgerätes lässt sich die Quellenspannung aus der gemessenen Spannung hochrechnen.
Thermoelemente erzeugen Spannungen, die durchaus im Unter-Millivolt-Bereich liegen können bei Leitungswiderständen im Ohm-Bereich. Mit Thermoelementen wird die Messung einer Temperaturdifferenz auf die Messung einer Quellenspannung zurückgeführt. Der Widerstand der Leitung macht sich bei der Spannungsmessung meistens mit einem Spannungsabfall bemerkbar, der bei derartig kleinem Messsignal nicht vernachlässigbar ist. Dagegen muss das Spannungsmessgerät genügend hochohmig sein. Alternativ muss der Leitungswiderstand durch einen Abgleichwiderstand erhöht werden auf einen festgelegten Wert, der bei der Auslegung des Spannungsmessers berücksichtigt worden ist.
Zur pH-Wert-Messung, d. h. zur Bestimmung der Wasserstoffionenaktivität, wird häufig eine pH-Einstabmesskette eingesetzt, die eine Potentialdifferenz zwischen zwei Elektroden gemäß der Nernst-Gleichung als Messsignal erzeugt. Das pH-empfindliche Element ist eine Glasmembran aus Silicatglas, die Widerstandswerte zwischen 1 und 1000 MΩ aufweist. Zur Messung der Quellenspannung sind spezielle Spannungsmessgeräte mit entsprechend hohem Eingangswiderstand erforderlich. Da der Widerstand der Membran nicht bekannt ist, ist keine Korrekturmaßnahme möglich.
Neben den nicht-idealen Quellen für Gleichspannung sind auch solche für Wechselspannung bekannt, beispielsweise bei Empfangsantennen.

## Geschichte
Frühe physiologische Forschungen etwa seit dem 18. Jahrhundert, wie sie unter dem Stichwort Galvanische Zelle beschrieben werden, haben unbekannte Kräfte auftreten lassen, als deren Ursache die „Elektromotorische Kraft“ eingeführt wurde. Diese Kraft wurde auch als Eigenschaft von Nerven und Muskeln angesehen.
Als Quellen für reproduzierbare Elektromotorische Kräfte wurden elektrochemische Zellen als geeignet gefunden, insbesondere das Daniell-Element wurde vielfach verwendet. Doch erwiesen sie sich als wenig belastbar bzw. als von der Last und von der Vorgeschichte abhängig. Als weitere Quelle kamen neben der chemisch erzeugten noch die „inducierte elektromotorische Kraft“ durch Bewegung eines Leiters im magnetischen Feld hinzu; allerdings eignet sie sich nicht als konstante Gleichgröße, wie sie für Beobachtungen erforderlich war.– Als geeignetes Messgerät wurde das Galvanometer entwickelt, das aber das Fließen eines Stroms erfordert; ein Kompensator kann die unbekannte Größe mit einer einstellbaren bekannten Größe vergleichen, bei Abgleich fließt weniger Strom als an der Ansprechschwelle des jeweiligen Anzeigers erforderlich ist.
Später wurde die Elektromotorische Kraft als „Ursache der Elektrizitätsbewegung“ erklärt. Erst in der zweiten Hälfte des 19. Jahrhunderts hat sich die Bezeichnung Elektrische Spannung ausgebreitet, durch welche die unglückliche sprachliche Kopplung der Elektromotorischen Kraft an die andersartige physikalische Größe Kraft vermieden werden konnte.
Allgemein für Spannungsquellen wurde mit fortschreitender Messtechnik deutlich, wie sehr sich die messbare Spannung je nach Belastung verändern konnte. Als einzig reproduzierbare Spannung, die eine Quelle kennzeichnet, ist aber die sich bei Stromlosigkeit einstellende Spannung erkannt worden, die hier als Quellenspannung behandelt wird.